# Fläckig drakkalla
Fläckig drakkalla, fläckkalla eller svinröv (Dracunculus muscivorus eller Helicodiceros muscivorus) är en växt från medelhavsområdet som då den blommar sprider en stank av dött kött för att locka till sig insekter, främst spyflugor för pollineringen. Växten, som har ett utseende som påminner om ett dött djur, har fått namnet svinröv eftersom det mörka hålet varifrån odören kommer liknar en anusöppning.
Arten ingår i familjen  kallaväxter.

## Bildgalleri

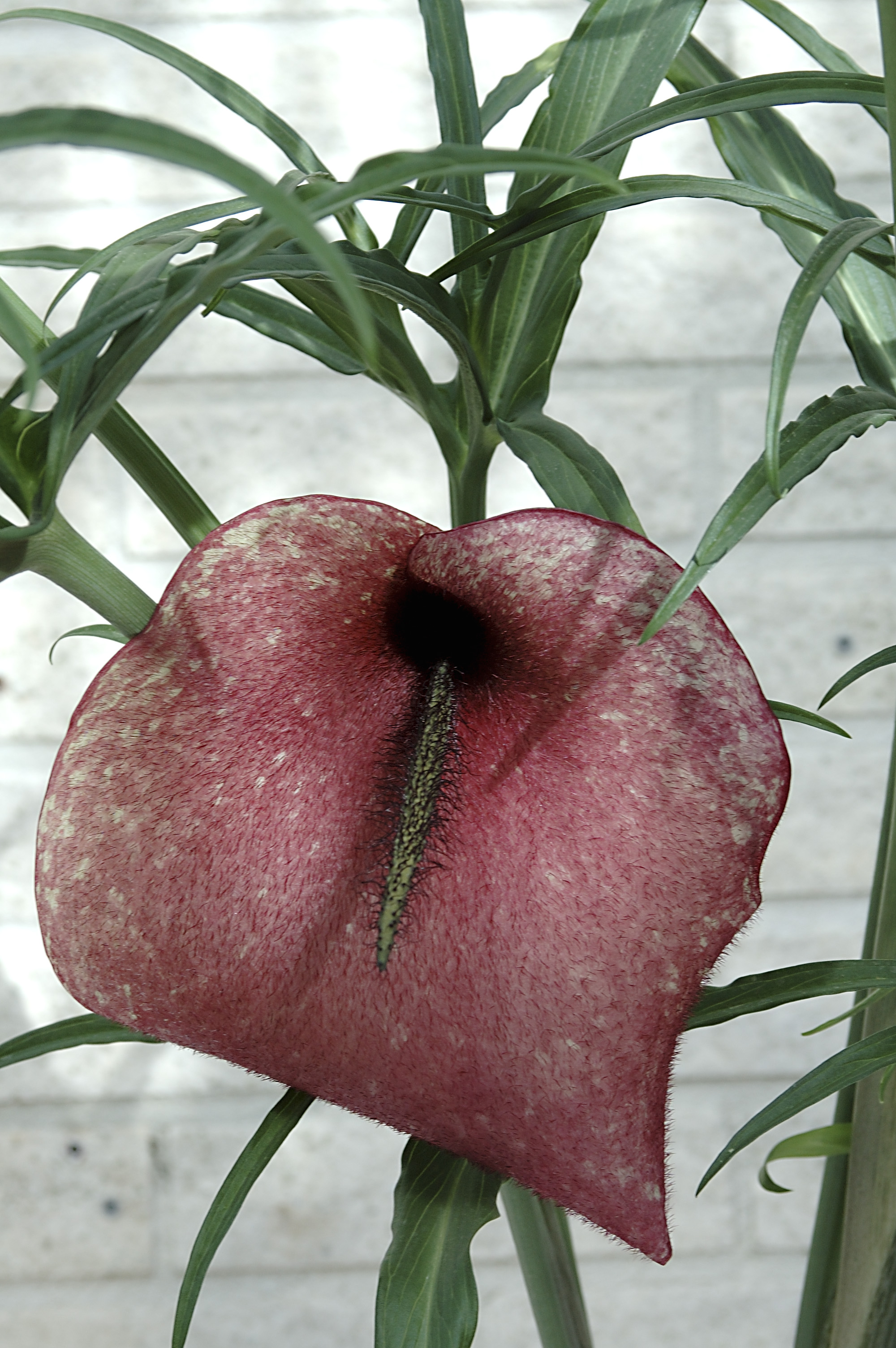
Svinröv som blommar
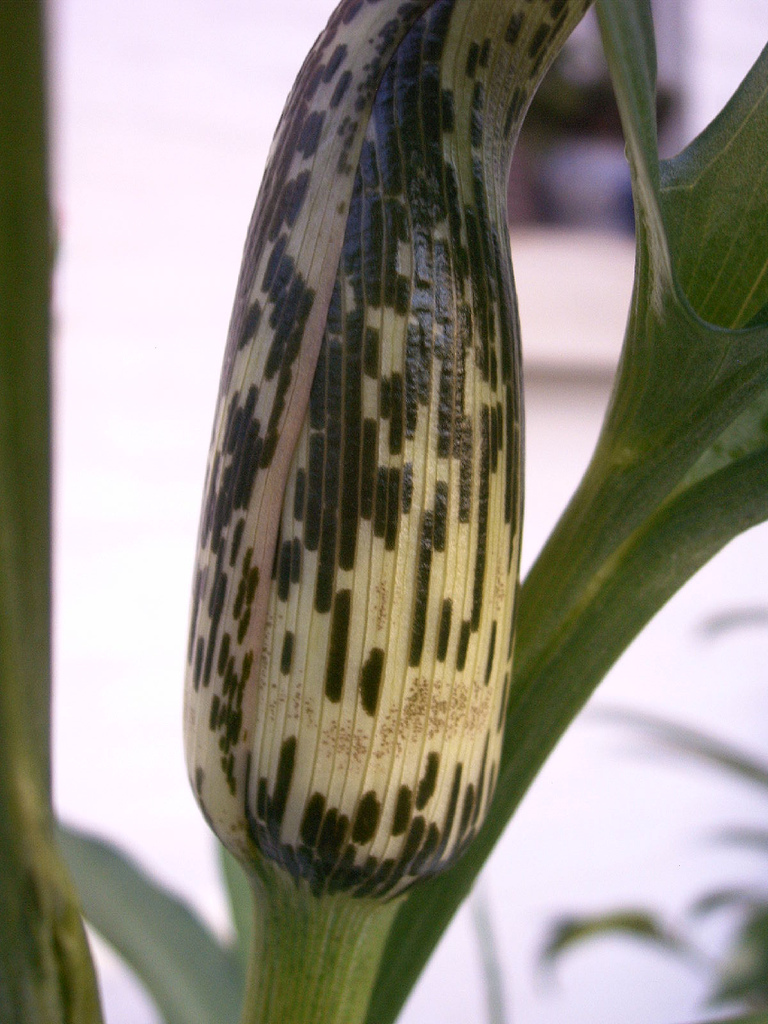
Närbild på blomställningen